# Carlos Daniel Acosta
Carlos Daniel Acosta Alcántara (Montevideo, Uruguay, 19 de abril de 1990) es un futbolista uruguayo. Juega de mediocampista y militaba en el Club Sportivo Estudiantes de la segunda división de Argentina.

## Clubes
| Club                    | País      | Año             | PJ  | Goles |
| ----------------------- | --------- | --------------- | --- | ----- |
| Racing de Montevideo    | Uruguay   | 2011 - 2016     | 101 | 9     |
| Estudiantes de San Luis | Argentina | 2016 - 2018     | 3   | 0     |
| Club Atlético Echurro   | Uruguay   | 2019 - presente | 10  | 3     |